# Petko Todorov
Petko Jurdanov Todorov (Петко Юрданов Тодоров), född 26 september 1879 i Elena, död 14 februari 1916 i Château-d'Œx, Schweiz, var en bulgarisk författare.
Todorov skrev samlingen Idyller (1914), stämningsbilder och lyriska dikter på prosa, rika på originella, djupa känslor och avfattade på ett utomordentligt konstnärligt språk.  Som dramatisk författare, påverkad av Henrik Ibsen och Gerhart Hauptmann, blev han banbrytande för den bulgariska litteraturen genom de halvt fantastiska sagospelen och idédramerna Murarna, Samodiva (Skogsrå, 1904), Strahil, den fruktansvärde hajduken (1905), De första (1906), Borjana (1909) och Drakens giftermål (1910), som, på grundvalen av bulgariska folksägner och episka stoff, i symbolisk form ger dramatiskt liv åt allmänmänskliga idéer och konflikter mellan idealet och verkligheten.